# José Ortega y Gasset
(La ribellione delle masse)
José Ortega y Gasset (IPA: [xoˈse orˈteɣa i ɣaˈset]) (Madrid, 9 maggio 1883 – Madrid, 18 ottobre 1955) è stato un filosofo e sociologo spagnolo.

## Biografia
La madre era proprietaria di un giornale di Madrid, El Imparcial, ed il padre, José Ortega Munilla, era giornalista e direttore di questo stesso giornale. Il clima giornalistico ebbe grande influenza sulla sua vita, tanto è vero che egli stesso fu conosciuto in larga parte per i suoi articoli. Convinto che al popolo spagnolo si dovesse parlare in maniera semplice e diretta, trasmise il suo pensiero filosofico e le sue idee in materia di politica anche grazie ai suoi articoli sul giornale. Ortega studiò nel collegio dei gesuiti di Malaga, a partire dal 1891.
Si laureò presso la facoltà di lettere e filosofia di Madrid nel 1902 con la tesi Los terrores del año mil. Crítica de una legenda, una tesi di sole cinquantotto pagine. In seguito si recò in Germania dove continuò gli studi dal 1905 al 1907 a Lipsia, Norimberga, Colonia, Berlino e soprattutto a Marburgo. Lì fu influenzato dal neokantismo di Hermann Cohen e Paul Natorp, ma risultò molto sensibile alle posizioni di Friedrich Nietzsche e Max Scheler. Più tardi si avvicinò, almeno in parte, anche alle posizioni di Martin Heidegger. Nel 1914 pubblicò le Meditaciones del Quijote in cui si sofferma sullo spirito di Cervantes.
Insegnò metafisica all'Università Complutense di Madrid dal 1910 al 1936 e fu fondatore, nel 1923, della rivista Revista de Occidente. Del 1922 è il saggio España invertebrada. Con l'avvento della Seconda Repubblica Spagnola Ortega si impegnò in politica fondando il movimento "Agrupación al Servicio de la República" nel 1931 e fu eletto Deputato nelle Cortes. Fu membro della Massoneria. Durante la guerra civile spagnola si trasferì all'estero e rientrò nella Penisola iberica nel 1948. Nel 1948 creò l’Institudo de Humanidades, assieme al suo discepolo Julián Marias dove proseguì l'insegnamento.
Fu esponente dell'esistenzialismo e del prospettivismo e, in un secondo momento, del cosiddetto raziovitalismo. L'opera più famosa di Ortega è La ribellione delle masse, scritta nel 1930. Il maggior merito di Ortega è aver reso la filosofia accessibile a tutti, usando un linguaggio il più possibile semplice per meglio diffonderne il contenuto, esprimendo le sue idee in articoli, conferenze, chiacchierate con la gente più che con libri. Era il modo migliore per avvicinarsi al popolo spagnolo che mostrava un grande disinteresse per la filosofia. Il suo scopo non venne però compreso, tanto che alcuni lo accusarono di non essere un vero filosofo, perché capace di trattare ogni questione, ma scientificamente nessuna. Fu difeso con forza dal suo discepolo Julián Marías (padre dello scrittore Javier Marías). Luis Abad Carretero fu suo allievo.

## Idee

### Circostanzialismo
Famosa è la sua affermazione Yo soy yo y mi circunstancia, y si no la salvo a ella no me salvo yo (io sono io e la mia circostanza e se non salvo questa non salvo neppure me) che si trova nelle Meditaciones del Quijote. Con tale asserzione intende sottolineare l'unicità della vita di ogni essere umano, non trasferibile (nessuno può vivere al posto mio) e determinata da circostanze spaziali e temporali: nasco in un determinato tempo e luogo e, in conseguenza di ciò, la mia vita si presenta con determinate caratteristiche. Le circostanze sono molteplici e diverse da un uomo all'altro, il che rende la sua vita unica. La funzione delle circostanze è dunque quella di determinare ogni singolo individuo. La loro eliminazione comporta l'annullamento di noi stessi (concetto molto simile a quello di Dasein che Ortega ha mutuato da Martin Heidegger). Egli è riconosciuto come uno dei massimi pensatori libertari moderni.

### Prospettivismo
Ortega, similmente a Max Scheler, è sostenitore del prospettivismo storico, ossia di una concezione della storia in base alla quale essa può essere compresa analizzandola nel suo corso a partire da diverse prospettive. L'uomo stesso, con la sua individualità, ha una visione peculiare della realtà, che appartiene soltanto a lui. La somma totale di tutte le prospettive della totalità degli uomini fornirebbe la visione reale e veritiera del mondo. In sostanza, la varietà di prospettive permette una visione più completa e obiettiva della realtà.
Una delle conseguenze più importanti del prospettivismo è ritenere ogni posizione degna di considerazione nonostante sia contraria alla nostra. Ogni individuo è dunque dotato di valore per la sua originale e unica posizione, che ne garantisce l'identificazione, e il suo essere in disaccordo con noi deve essere considerato di fondamentale importanza per accrescere la nostra visuale. Per evitare scontri fra posizioni differenti è fondamentale la tolleranza. La sua esegesi fondamentalmente è classica del pensiero anarco-individualista in continuità dell'ortopratica del vissuto.

### Esistenzialismo e Cristianesimo
L'essere umano, immerso nella frenesia della vita, perde autenticità nel momento in cui si allontana da se stesso. Una delle strade di salvezza consiste nel riscoprire il suo autentico atteggiamento di fronte ad ogni cosa. Per raggiungere la felicità deve inoltre perseguire una pace interiore con la spiritualità, per cercare di bilanciare un'epoca di crisi, di trasformazione e di rifiuto delle idee e delle norme tradizionali ("Schema delle crisi", pag. 26). Il Cristianesimo, l'abbandono al soprannaturale ed a Dio rappresentano per l'uomo un'altra via di salvezza per arginare la ribellione delle masse, la socializzazione dell'uomo, l'incertezza sul futuro delle ideologie, delle norme e delle guide politiche.

### Coscienza storica
L'uomo è erede di un passato e di credenze che da questo passato gli giungono. Arriva nel mondo con una serie di informazioni e conquiste già date e già realizzate. È importante che conosca la sua storia per evitare di ripetere gli errori che già sono stati commessi e possegga dunque “coscienza storica”. L'uomo è continuo mutamento e nel progredire deve cercare di far crescere la sua eredità storica piuttosto che perderne i frutti.

### Verità
L'uomo comincia ad essere tale quando sente la necessità di sapere. La ricerca della verità è qualcosa di ineluttabile nell'essere umano, che sempre cerca il senso della realtà che lo circonda. La verità va conquistata senza pretendere di ottenerla rifacendosi ad un'unica prospettiva. La molteplicità di prospettive, come abbiamo già visto parlando del prospettivismo orteghiano, dà una visione più veritiera della realtà. Esiste però anche una verità storica, che cambia con il mutare del tempo e delle circostanze: la verità non è mai data una volta per tutte e va sempre cercata in uno sforzo continuo e instancabile.

### Pensiero politico
Negli anni venti in Spagna vi è la dittatura di Miguel Primo de Rivera che viene definita “dictablanda” (in scherzosa opposizione al termine spagnolo "dictadura") in quanto non ha le caratteristiche repressive del regime fascista. Ortega, in questo periodo di relativa mancanza di democrazia, scrive “La ribellione delle masse”: la storia, il progresso, si attuano ad opera delle minoranze. Se vi deve essere un rinnovamento, dunque, questo deve avvenire ad opera dei migliori, che vanno, comunque, reclutati in maniera liberal-democratica. Ortega teme che le masse chiedano tutto allo Stato e che esso conceda loro tutto in cambio di cieca obbedienza: ciò causerebbe una mancata emancipazione delle masse. La sua visione della vita è fondamentalmente libertaria con riferimenti prevalentemente anarchici presenti in tutti i suoi scritti.
Fa incontrare il liberalismo e il socialismo: il liberalismo deve perseguire una totale emancipazione dell'individuo (a qualunque ceto esso appartenga), il socialismo deve abbandonare la statolatria e smettere di perseguire un egualitarismo troppo estremo. L'avvento delle masse al pieno potere sociale è un fatto di cui bisogna prendere atto: provoca nella società europea una crisi perché le masse non possono guidare la società; ciò non toglie che esse possano scegliere i propri rappresentanti. Il problema è l'iperdemocrazia: cioè l'emancipazione priva di assunzione di responsabilità.
Si verifica in questo periodo il fenomeno dell'agglomerazione: città piene, treni pieni, alberghi pieni, le masse fanno propri i luoghi pubblici; ciò non è un male, è indice di civiltà, “sebbene il fenomeno sia logico, naturale, non può negarsi che prima non si verificava”. Tutto ciò non è dovuto a un boom demografico ma alla massificazione della società (questi individui preesistevano ma non formavano ancora una massa). In tutto questo vi è un elemento negativo: i migliori (in base alle loro qualità) vengono assorbiti dalla massa, “gli attori sono assorbiti dal coro”.
Quando Ortega parla di massa non intende la classe operaia, poiché “massa è l'uomo medio”. La massa non è solo un fatto quantitativo, ma anche qualitativo che palesa una media tendente verso il basso. Il componente della massa non si sente tale e, quindi, si sente tutto sommato a suo agio: non si rende conto della condizione di conformismo in cui è sprofondato. In questo scenario deve comunque venir fuori una minoranza eletta: ne fa parte l'uomo che continuamente si sforza di uscire dal coro e diventare attore protagonista, qualunque siano il suo ceto e il suo censo. La sua concezione politica è organica all'anarco-individualismo.
Ortega non rifiuta la visione liberal-democratica, teme l'iperdemocrazia: era meglio l'800 liberale europeo, caratterizzato dal dialogo e dal confronto. L'iperdemocrazia si manifesta nella massa che vuole governare con i luoghi comuni, la vita dell'uomo-massa è priva della volontà di progredire e di partecipare ad un processo di evoluzione della società. La massa non capisce che se ora si può godere di certi vantaggi ciò è dovuto al progresso: ma per progredire ci vogliono sforzi, ci vuole l'opera di singoli individui, usciti dal coro, diventati attori protagonisti.
Le masse, invece, considerano il progresso come qualcosa di naturale, che non è costato alcuno sforzo. Non “ringraziano” chi ha reso possibile questo sforzo, cioè il liberalismo (inteso come individualismo, sforzo individuale degli elementi migliori). La massa crede che il progresso sia qualcosa di irreversibile: questo progresso va in realtà mantenuto; la politica richiede mediazione e ragionamento, mentre l'uomo-massa concepisce la politica solo come azione diretta. Non rispetta, cioè, chi discute, non è disposto a mettere in gioco le proprie idee.
La novità politica in Europa consiste nel venir meno delle discussioni: questo è il regime che piace all'uomo-massa. A tutto questo si contrappone il liberalismo: lo scopo della politica dovrebbe essere quello di rendere possibile la convivenza, attraverso la discussione; bisogna avere il diritto di dissentire. Prima vengono gli individui, poi la collettività. Il liberalismo è “il più nobile appello che sia risuonato nel mondo” in quanto convive con l'avversario, accetta l'avversario e gli dà cittadinanza politica; è un bene, infatti, che esista un'opposizione. La massa, invece, odia a morte ciò che gli è estraneo: non dà cittadinanza politica a chi ha opinioni dissenzienti.
Noi viviamo nell'epoca del “signorino soddisfatto”: pensa a tutto lo Stato, lui non deve badare a nulla, si deve limitare ad essere conformista. Tale individuo è un “bambino viziato”: dà per scontati benessere e progresso, crede che la vita non necessiti di competizione e che non sia necessario che i migliori debbano emergere. Il progresso non è una cosa facile, la massificazione, invece, induce a ritenerlo. Lo Stato è il maggior pericolo per chi vuole uscire dal coro: non è più un mezzo (come nella concezione liberale) ma è ormai diventato un fine.
L'uomo-massa riceve dallo Stato tutto e ciò lo induce all'omologazione e alla mancanza di attivismo; rischia di dimenticare che lo Stato non può risolvere tutti i problemi, l'individuo-massa sbaglia perché “delega in bianco”. Lo Stato assorbe anche la società civile e l'individuo non ha più uno spazio dove far crescere e dimostrare le proprie capacità. Massa e Stato si identificano a vicenda: un esempio pratico è l'Italia di Mussolini. Ortega non è nemico dello Stato (tanto più che è stato costruito dai liberali), crede però che vada articolato con continenza. “Attraverso e per mezzo dello Stato, macchina anonima, le masse governano autonomamente”: nessuno è responsabile e si perde l'individualità e l'unicità.

## Curiosità
- Lo scrittore Carlos Ruiz Zafón, nel suo romanzo L'ombra del vento, cita indirettamente il filosofo spagnolo: i due pappagalli nello studio di uno dei protagonisti si chiamano, appunto, Ortega e Gasset.
- La scrittrice Annie Ernaux cita una riflessione di Ortega Y Gasset nel prologo del suo libro Les Années: "Nous n'avons que notre histoire et elle n'est pas à nous" (Abbiamo solo la nostra storia e non è nostra).
- Alla memoria di José Ortega y Gasset è intitolato il Premio Ortega y Gasset, assegnato annualmente dal quotidiano spagnolo El País a coloro che si distinguono nel campo del giornalismo e della comunicazione di lingua spagnola.
- Leopoldo Rossetto, docente dell'Università di Padova, cita il filosofo nell'introduzione del suo testo "Un progetto di Elettronica Analogica: L’AMPLIFICATORE AUDIO ANYLOAD[3]", ricordando la sua frase "Se insegni, insegna anche a dubitare di ciò che insegni".

## Opere
- 1914: Meditaciones del Quijote
- 1914: Vieja y nueva política
- 1916: El Espectador I
- 1917: El Espectador II
- 1921: El Espectador III
- 1922: España invertebrada. Bosquejo de algunos pensamientos históricos
- 1923: El tema de nuestro tiempo. El ocaso de las revoluciones. El sentido histórico de la teoría de Einstein
- 1924: Las Atlántidas
- 1925: La deshumanización del arte e Ideas sobre la novela
- 1925: El Espectador IV
- 1927: El Espectador V
- 1926: El Espectador VI
- 1927: Espíritu de la letra
- 1927: Tríptico I. Mirabeau o el político
- 1928: Notas
- 1929: El Espectador VII
- 1929: Kant (1724-1924): Reflexiones de centenario
- 1930: Misión de la universidad
- 1930: La rebelión de las masas
- 1931: Rectificación de la República
- 1931: La redención de las provincias y la decencia nacional
- 1933: Goethe desde dentro
- 1934: El Espectador VIII
- 1939: Ensimismamiento y alteración. Meditación de la técnica
- 1940: El libro de las misiones
- 1940: Ideas y creencias
- 1940: Estudio sobre el amor
- 1941: Mocedades
- 1941: Historia como sistema e Del Imperio romano
- 1942: Teoría de Andalucía y otros ensayos
- 1942: Esquema de las crisis
- 1945: Dos prólogos. A un tratato de montería. A una historía de la filosofía
- 1950: Papeles sobre Velázquez y Goya
- 1955: Velázquez

Opere postume
- 1957: El hombre y la gente
- 1958: La idea de principio en Leibniz y la evolución de la teoría deductiva (scritto nel 1947)
- 1958: ¿Qué es filosofía? (corso del 1929).

Traduzioni italiane
- La Spagna e l'Europa, tr. Lorenzo Giusso, Ricciardi, Napoli 1936
- Azorin, a cura di Carlo Bo, Cedam, Padova 1944
- Schema della crisi e altri saggi, tr. Franco Meregalli, Bompiani, Milano 1946
- Il tema del nostro tempo, a cura di Sergio Solmi, Rosa e Ballo, Milano 1947; Sugarco, Milano 1994
- Lo spettatore, scelta e tr. Carlo Bo, 2 voll., Bompiani, Milano 1949; Guanda, Parma 1984; come L'origine sportiva dello Stato e altri saggi da "Lo spettatore", SE, Milano 2007
- La ribellione delle masse, tr. Salvatore Battaglia, Il Mulino, Bologna 1962; TEA, Milano 1988; SE, Milano 2001
- La disumanizzazione dell'arte, tr. Salvatore Battaglia, Ed. di Ethica, Forlì 1964; Lerici, Cosenza 1980; Sossella, Roma 2005
- L'uomo e la gente, tr. Lorenzo Infantino, Giuffrè, Milano 1967; Armando Roma 1996 e 2005
- La missione dell'università, tr. Marcello Gammardella, Guida, Napoli 1972
- Masse e aristocrazia, a cura di Gabriele Fergola, Volpe, Roma 1972
- Cos'è la filosofia?, tr. Maria De Nicolò, Marietti, Genova 1973 e 1994
- Saggi di filosofia e di vita, tr. Niso Ciusa, San Giorgio, Roma 1975
- Una interpretazione della storia universale, Sugarco, Milano 1978 e 1994
- Paradossi pedagogici, tr. Niso Ciusa, San Giorgio, Roma 1979
- Scritti politici, tr. Luciano Pellicani e Antonio Cavicchia Scalamonti, UTET, Torino 1979
- Saggi sull'amore, tr. Leonardo Rossi, SugarCo, Milano 1982; come Sull'amore, prefazione di Francesco Alberoni, ivi 1994
- Aurora della ragione storica, SugarCo, Milano 1983
- Sul romanzo, tr. Otello Lottini, SugarCo, Milano 1983 e 1994
- Idee per una storia della filosofia, tr. Armando Savignano, Sansoni, Firenze 1983
- Scienza e filosofia, tr. Luciano Pellicani, Armando, Roma 1983
- Storia e sociologia, tr. Lorenzo Infantino, Liguori, Napoli 1983
- La missione del bibliotecario e Miseria e splendore della traduzione, tr. Amparo Lozano Maneiro e Claudio Rocco, SugarCo, Milano 1984 e 1994
- Carte su Velazquez e Goya, tr. Cesco Vian, Electa, Milano 1984
- Meditazioni sulla felicità, tr. Claudio Rocco e Amparo Lozano Maneiro, SugarCo, Milano 1986
- Meditazioni del Chisciotte, tr. Bruno Arpaia, Guida, Napoli 1986 e 2000
- Metafisica e ragione storica, tr. Armando Savignano, SugarCo, Milano 1989
- Filosofia della caccia, tr. Aladino Vitali, Ed. Il paese reale, Grosseto 1975; come Discorso sulla caccia, Vallecchi, Firenze 1990
- La scelta in amore, tr. Elena Carpi Schirone, ES, Milano 1993; SE, Milano 1997 e 2006
- Aurora della ragione storica, tr. Leonardo Rossi, SugarCo, Milano 1994
- Il politico, tr. Erminia Macola, Biblioteca dell'immagine, Pordenone 1995
- Pensare e credere, tr. Elisabetta Pavani, Alinea, Firenze 1995
- Vives o l'intellettuale, tr. Erminia Macola e Adone Brandalise, Esedra, Padova 1997
- La disumanizzazione dell'arte, tr. Luciano Arcella, Settimo sigillo, Roma 1998
- Goya, tr. Roberto Rossi Testa, SE, Milano 2000; Abscondita, Milano 2007
- Meditazione sull'Europa, a cura di Dante Argeri, Seam, Roma 2000
- Miseria e splendore della traduzione, tr. Claudia Razza, Il melangolo, Genova 2001
- Origine ed epilogo della filosofia e altri scritti, tr. Armando Savignano, Bompiani, Milano 2002
- Goethe: un ritratto dall'interno, tr. Anna Benvenuti, prefazione di Stefano Zecchi, Medusa, Milano 2003
- Il mito dell'uomo nell'epoca della tecnica, tr. Nino Matteucci, Ed. Ogni uomo e tutti gli uomini, Bologna 2005
- L'idea del principio in Leibniz e l'evoluzione della teoria deduttiva, tr. Sandro Borzoni, Saletta dell'Uva, Caserta 2006
- Idea del teatro, tr. Andrea Fantini, Medusa, Milano 2006
- Discorso sulla caccia, Editoriale Olimpia, Sesto fiorentino 2007
- Meditazioni su Don Giovanni, a cura di Lia Ogno, Le Lettere, Firenze 2009
- L'uomo e la gente, tr. Alessandro Boccali, Mimesis 2016